# Jan Boumeester
Jan Boumeester (Quakenbrück , circa 1629 - begraven Amsterdam, 28 januari 1681) was een Nederlands vioolbouwer.
Hij leefde in dezelfde tijd als Hendrik Jacobsz. en had als voorbeeld Nicola Amati. Hij bouwde niet alleen violen, maar ook altviolen, basviolen, celli en viola da gamba's. Hij vestigde zich rond 1653 in Amsterdam in de buurt van de Oude Kerk. Zijn zoon Harmanus Boumeester (1655-1678) was eveneens vioolbouwer, alsook Arent Roelofs van Munster uit Dwingeloo, de neef van zijn echtgenote Annetje Wolters van Munster. Hij is vermoedelijk de leermeester van vioolbouwer Jan Vos, die Boumeesters zaak na het overlijden van Jan, zijn weduwe en dochter voortzette.
Het Gemeentemuseum van Den Haag heeft een van de door hem gebouwde instrumenten in het bezit. Dirk Jacobus Balfoort heeft geprobeerd een studie naar hem te verrichten, doch kon maar weinig terugvinden.